# Foixà
Foixà és una vila i municipi de la comarca del Baix Empordà.

## Geografia
- Llista de topònims de Foixà (Orografia: muntanyes, serres, collades, indrets..; hidrografia: rius, fonts...; edificis: cases, masies, esglésies, etc).

La comtal vila de Foixà és al Baix Empordà, estesa a la dreta del Ter que Josep Pla qualificà de delícia recòndita, pura meravella. Es divideix en dos nuclis principals: la Vila, a l'entorn de l'antic castell de Foixà del segle xiii al cim d'un turó, i l'Església, vora l'església parroquial, de població menys compacte. Malgrat el títol de vila, el volum d'aquesta població s'assembla més a un poble que no pas a la imatge que tenim d'una vila.
La riera de Foixà rega el municipi i desemboca al Daró al terme de Fontanilles, deixant enrere Ultramort i Serra de Daró. Els boscos que l'envolten que representen unes 1.000 hectàrees –com el bosc de Can Ribes, el bosc del Baró, el bosc d'en Torrent o el bosc d'en Verdeguer–, estan ocupats sobretot per roures i pins.

## Història
La primera documentació que s'ha trobat és de l'any 1019, quan pertanyia al comtat d'Empúries, just a l'extrem occidental i enfront del comtat de Girona. Aquest fet va comportar molts fets d'armes. Foixà també patí les desavinences entre els comtes d'Empúries i la Corona d'Aragó durant els regnats de Jaume II el Just i de Pere III el Cerimoniós. Es té constància que el 1359 posseïa el lloc Bernat Alemany d'Orriols, cosí de la reina Sibil·la de Fortià, que entrà en discòrdia amb el comte Joan I d'Empúries establint-se una guerra oberta fins al punt que el comte va assetjar el castell. Aleshores hi intervingué Pere III a favor del parent de la seva muller. Joan I d'Empúries hagué de firmar una treva humiliant en el seu palau de Bellcaire.
Diu la llegenda que Joan I anomenat el Caçador va morir sobtadament el 19 de maig de 1396 mentre caçava als boscos de Foixà. Al camí que porta del castell a l'església hi ha un monument en forma de creu que ho testimonia.

## Llocs d'interès
- L'església parroquial de Sant Joan de Foixà
- El castell de Foixà
- Església de Sant Llorenç de les Arenes
- Sant Romà de les Arenes
- Sant Sebastià de les Arenes

## Activitats econòmiques
L'agricultura és bàsicament de secà: cereals (26 ha), gra, patates i vinyes. La terra de regadiu ocupa només 10 ha de verdures. La ramaderia, porcí, la cria d'ovelles i aviram complementen l'economia de la regió.
Foixà disposa d'un petit camp de vol privat anomenat Serres de Foixà.

## Festes, tradicions
Festes locals: 24 de juny, 29 d'agost.

## Gastronomia
Georgina Regàs va publicar l'any 1986 un llibre titulat La cuina de festa major i altres plats de la Lola de Foixà, amb dibuixos d'Opisso, que ens explica com cuinava aquesta coquessa, cuinera ambulant, que anava de casa en casa i de festa en festa, elaborant menjars. Hi trobareu uns farcits de pomes, uns colls de pollastre farcits, platillos, oca amb naps, brunyols (tal com s'anomenen els bunyols a la comarca)...

## Demografia
| Entitat de població        | Habitants (2023) |
| els Masos                  | 96               |
| Cuells                     | 54               |
| Foixà                      | 52               |
| la Sala                    | 48               |
| Sant Llorenç de les Arenes | 42               |
| Font: Idescat              |                  |

| 1497 | 1515 | 1553 | 1787 | 1887 | 1900 | 1920 | 1950 | 1970 | 2010 | 2024 |
| 45   | 11   | 58   | 393  | 962  | 976  | 949  | 539  | 442  | 327  | 292  |

El 1857 incorpora Sant Llorenç de les Arenes i la Sala; el 1877 incorpora Ultramort que es desagrega el 1930.